# Kalle Haapasalmi
Kalle Kustaa Haapasalmi (ur. 3 listopada 1926 w Ilmajoki, zm. 2 maja 2006) – fiński zapaśnik walczący w stylu klasycznym. Olimpijczyk z Helsinek 1952, gdzie zajął piąte miejsce w kategorii do 67 kg.
Wicemistrz Finlandii w 1952, w stylu klasycznym roku.

## Letnie Igrzyska Olimpijskie 1952
| Konkurencja          | Rundy eliminacyjne       | Rundy eliminacyjne   | Rundy eliminacyjne | Rundy eliminacyjne | Klas. końcowa |
| Konkurencja          | Przeciwnik I             | Przeciwnik II        | Przeciwnik III     | Przeciwnik IV      | Miejsce       |
| -------------------- | ------------------------ | -------------------- | ------------------ | ------------------ | ------------- |
| 67 kg styl klasyczny | Heini Nettesheim (FRG) Z | Gustav Freij (SWE) P | wolny los          | Gyula Tarr (HUN) Z | 5.            |